# Sezione di Archivio di Stato di Avezzano
La Sezione di Archivio di Stato di Avezzano è l'istituzione dello Stato preposta alla conservazione dei documenti a partire dal secolo XIII, prodotti dalle istituzioni pubbliche e private, da singole personalità e da famiglie storiche della città e della Marsica. È una sezione dell'Archivio di Stato dell'Aquila, organo del Ministero della cultura.

## Storia
La sezione di Archivio di Stato è stata istituita ad Avezzano con il decreto ministeriale del 20 dicembre 1999 con decorrenza al primo gennaio del 2000. 
Rappresenta un'importante fonte di documenti per la storia locale, civile e religiosa. La sede è ubicata nello storico palazzo Torlonia all'interno di villa Torlonia al centro della città.
La sezione aderisce a diverse manifestazioni nazionali promosse e proposte dal Ministero per i beni e le attività culturali volte alla valorizzazione alla conoscenza del patrimonio degli archivi e delle biblioteche con il sempre maggiore coinvolgimento delle scolaresche del territorio. Il progetto di digitalizzazione del patrimonio documentale permette dal 2016 di consultare tra gli altri documenti storici le antiche pergamene, gli statuti delle autonomie locali, gli antichi catasti e quelli onciari.

## Sede
Dal 2000 la sede è stata ospitata nel palazzo municipale di Avezzano; successivamente è stata spostata nella palazzina appartenuta all'Opera nazionale maternità e infanzia fino alla sua abolizione nel 1975, situata di fronte al castello Orsini-Colonna nel nucleo storico di Avezzano, che era stata oggetto di lavori di restauro conclusi in occasione del trasloco di tutto il materiale archivistico.
Dal mese di maggio del 2015 la sede è stata ulteriormente trasferita presso il piano terra dello storico palazzo Torlonia, nel centro della città. Oltre agli spazi per il materiale archivistico nell'edificio è presente un'aula studio, collocata presso la sala del Principe, una sala convegni e alcune postazioni informatiche per gli utenti.
Il progetto di valorizzazione del complesso di villa Torlonia prevede la realizzazione del polo archivistico e bibliotecario della Marsica presso lo spazio degli ex granai del principe Torlonia.

## Patrimonio archivistico

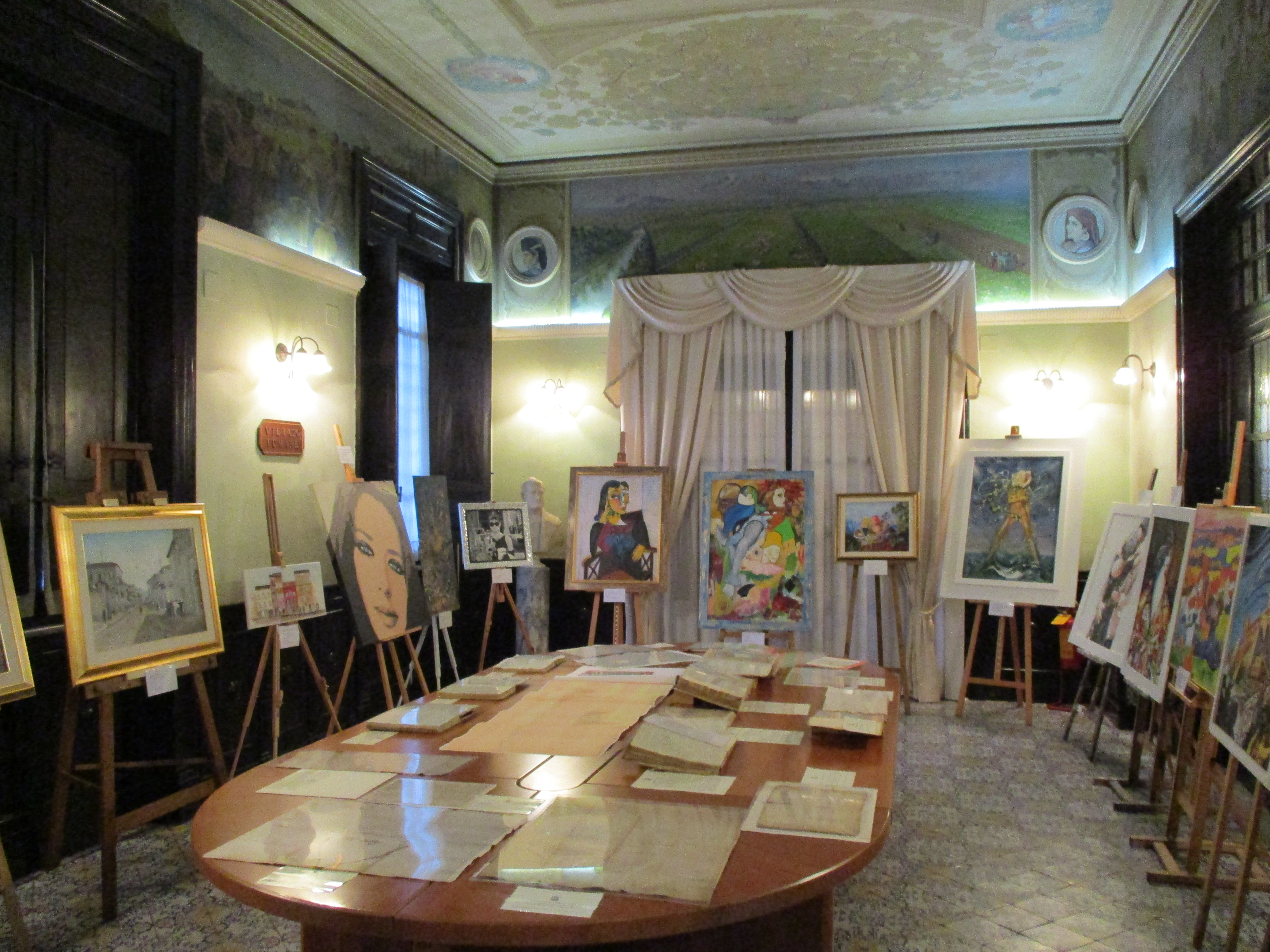
La sala del Principe

È presente materiale documentario prodotto dal XIII secolo al 1999 per 26,05 metri lineari, proveniente da archivi statali, comunali e di altri enti pubblici nonché da donazioni di archivi e soggetti privati.

### Fondi archivistici
Azienda di turismo e soggiorno di Tagliacozzo; Liceo Ginnasio Alessandro Torlonia di Avezzano; Scuola normale e complementare Clotilde di Savoia di Avezzano; Archivio Storico Comune di Avezzano (ASCA); Ente comunale di assistenza di Avezzano; Ufficio del giudice conciliatore di Avezzano; Archivio Berardo Amiconi (Magliano de' Marsi); Archivio Luigi Venturini (Tagliacozzo); Archivio della Federazione marsicana del PCI; Premio Avezzano di arti figurative; Archivio della federazione marsicana dei Democratici di Sinistra; Archivio commissariato di Pubblica sicurezza di Avezzano.
- materiale archivistico di prossima acquisizione:
- Tribunale di Avezzano (incluso lo Stato civile) e Preture soppresse di Avezzano, Carsoli, Celano, Civitella Roveto, Gioia dei Marsi, Pescina, Tagliacozzo e Trasacco (ml 1260).
- Imposte dirette; Ufficio del registro; Sette contenitori di mappe catastali; Manomorta (ml 360).
- Genio civile (ml 600).
- Notai del distretto di Avezzano dal 1863 (ml 18).
- Ente Fucino (ml 343).

### Polo archivistico bibliotecario
Presso la sede dell'Archivio di Stato dell'Aquila sono conservati gli atti dei notai del distretto di Avezzano (dal 1546 al 1863) e i documenti della Sottointendenza e Sottoprefettura di Avezzano (dal 1819 al 1925). Il progetto del polo archivistico bibliotecario prevede il trasloco di questo materiale in spazi idonei della villa Torlonia.